# 데틀레프 폰 릴리엔크론

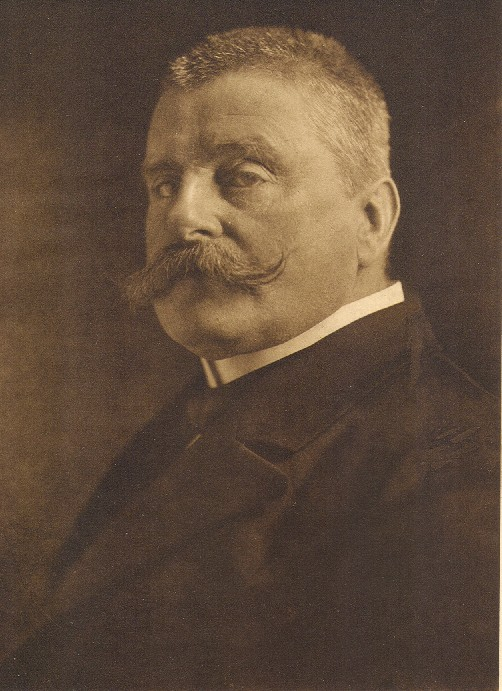
1905년

데틀레프 폰 릴리엔크론(Detlev von Liliencron, 본명: Friedrich Adolf Axel Detlev Liliencron, 1844년 6월 3일 ~ 1909년 7월 22일)은 독일의 시인이다.
북부 독일의 킬에서 출생하여 프러시아 사관으로 오스트리아와 프랑스 전쟁에 종군하였으나 부상과 방탕한 생활로 빚을 져 군직을 물러났다. 미국으로 건너가 생활의 재건을 꾀했으나 실패, 귀국하여 행정관리가 되었다. 그는 이미 군적에 있을 때부터 시작(詩作)을 시작하고 있었으나 처녀작 <부관기행(副官騎行)>(1883)을 출판하였을 때에는 이미 40세가 다 되어서였다. 그 후 전쟁체험에 의한 일련의 시를 쓰는 동시에 그가 수렵가로서 그지없이 사랑하던 고향의 자연을 묘사하여 그 어느 것이나 대상의 순간적인 인상을 시각적·청각적으로 생생하게 묘사하였다. 이러한 시풍(詩風)은 그당시의 자연주의에 의한 어둡고 숨막힐 듯한 시 가운데에서 홀로 반짝이는 것이었기 때문에 동시대의 시인들, 특히 <저 산 너머>의 시를 쓴 카를 부세에 큰 영향을 주었다.